# Murat Urtembaev
Murat Kamuchametovič Urtembaev (in russo Мурат Камухаметович Уртембаев?, in kazako Мұрат Қалмұхаметұлы Өртембаев?, Mūrat Qalmūhametūly Ärtembaev; Almaty, 31 maggio 1955 – Almaty, 21 maggio 2010) è stato un informatico e hacker sovietico, dal 1991 russo, di etnia kazaka.
Pioniere dell'informatica moderna, è considerato il primo hacker sovietico ufficialmente accreditato.

## Biografia
Nel 1978, poco dopo essersi laureato presso la facoltà di Meccanica e Matematica dell'Università statale di Mosca, iniziò a lavorare come ingegnere del software nel Dipartimento di organizzazione della produzione (UOP) dell'AvtoVAZ.
Nel dicembre del 1980 gli fu proposto un viaggio d'affari in Norvegia, a condizione che in seguito avrebbe lavorato all'AvtoVAZ per altri 2 o 3 anni. Urtembaev rifiutò, dovendo affrontare una difficile situazione finanziaria, in quanto egli era ancora uno stagista e sua moglie non riusciva a trovare lavoro a Togliatti. Sul procinto di licenziarsi, fu dissuaso dai suoi superiori, che gli garantirono una promozione a ingegnere senior e, di conseguenza, uno stipendio.
Tuttavia, nel giugno 1982, la direzione dello stabilimento non mantenne le promesse fatte a Urtembaev, il quale, deluso, decise di farsi giustizia da sé scrivendo un programma maligno che in seguito avrebbe rimosso, pensando di riacquisire così la credibilità che riteneva di meritare. I tentativi di dissuasione da parte di sua moglie furono vani.
In quel periodo era consuetudine che i programmatori dell'AvtoVAZ scrivessero intenzionalmente dei malware per poi risolverli, guadagnandosi così dei premi aziendali, come viaggi all'estero, dacie, auto o stipendi cospicui. Gli aggiornamenti venivano salvati su floppy disk di cui nessuno prendeva nota.
Urtembaev sviluppò una patch per il programma principale del contatore che misurava i cicli di alimentazione dei nodi alla linea del nastro trasportatore. Secondo i suoi piani, il virus avrebbe dovuto essere lanciato il giorno del suo rientro dalle ferie, in modo che quando fosse andato a lavorare, avrebbe potuto rilevare rapidamente il guasto e risolverlo, salvando eroicamente il nastro trasportatore. Tuttavia, il programma si auto-avviò diversi giorni prima: il ritmo del contatore si alterò e i pezzi richiesti raggiunsero il nastro trasportatore in ritardo. Considerando che il processo avveniva nell'ordine del secondo, il ritardo era semplicemente inaccettabile.
La produzione dell'impianto automobilistico fu sospesa per tre giorni. Le perdite dirette, esclusi i mancati profitti, cioè le perdite dovute al pagamento dei dipendenti e al costo delle attrezzature operative durante i tempi di inattività, ammontarono a 7176 rubli e 79 copechi, superando il costo della Lada-Vaz Žiguli. A causa del bug prodotto da Urtembaev, si assistette alla mancata produzione di 460 auto.
In mancanza di leggi che prevedessero delle pene per i crimini informatici, Urtembaev fu dapprima accusato di "sabotaggio" dal KGB ma, a causa della sua immediata confessione, la condanna fu tramutata in "teppismo" e "danni demaniali". Urtembaev fu retrocesso al grado di fabbro e fu condannato a risarcire l'intero ammontare dei danni recati.
In seguito tornò in Kazakistan, dove lavorò come programmatore alla Kazpost.